# Tomasz Jankowski
Pour les articles homonymes, voir Jankowski.
Tomasz Jankowski, né le 25 juillet 1972, à Poznań, en Pologne, est un ancien joueur et entraîneur de basket-ball polonais. Il évolue aux postes d'ailier fort et de pivot. 